# Châtelaine
Châtelaine, equipages – wyrób jubilerski znany od okresu średniowiecza w formie noszonego przy pasie łańcuszka, do którego doczepiano klucze, pieczątki, breloki, zegarki i różne drobne przedmioty. Wykonywano go ze złota, srebra lub brązu, dekorując emalią i kamieniami szlachetnymi. 